# Emmett J. Rice

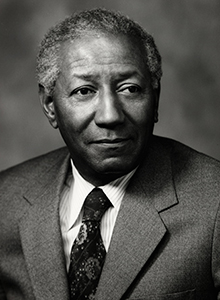
Emmett J. Rice

Emmett John Rice (* 21. Dezember 1919 in Florence, South Carolina; † 10. März 2011 in Camas, Washington) war ein US-amerikanischer Gouverneur des Federal Reserve System, Manager bei der Weltbank und Wirtschafts- und Entwicklungsberater, der beim Aufbau des Bankensystems von Nigeria in den 1960er Jahren half.

## Leben

### Hochschullehrer und Mitarbeiter der Weltbank
Emmett J. Rice wurde als jüngstes von vier Kindern eines Methodisten-Predigers geboren, der früh verstarb, so dass seine Mutter als Schullehrerin arbeitete. Als er 13 Jahre alt war, verzog seine Mutter mit den Kindern nach Harlem.
Nach dem Schulbesuch studierte Rice Wirtschaftswissenschaft am City College of New York und schloss das Studium mit einem Bachelor of Arts (Economics) sowie einem Master of Arts (Economics) ab. Sein Interesse für Wirtschaftswissenschaft entstand während der Zeit der Great Depression. Dazu führte er später bei einem Vortrag 1991 aus:
„Fünfundzwanzig Prozent der Bevölkerung war arbeitslos. Ich wollte eine Wirtschaft verstehen, die es erlaubte, dass so etwas passieren konnte.“ (‚I wanted to understand an economy which allowed this to happen.‘)
Nach dem Studium leistete er seinen Militärdienst bei den US Army Air Forces ab und war zuletzt Hauptmann der Tuskegee Airmen, einer Gruppe bekannter afroamerikanischer Piloten, die im Zweiten Weltkrieg Kampfeinsätze für die 332nd und die 477th Fighter Group flogen.
In den frühen 1950er Jahren erhielt er noch als Assistent an der Fakultät für Ökonomie an der University of California, Berkeley (UC Berkeley) ein Stipendium des Fulbright-Programms, das ihn nach Indien führte, wo er Gastforscher an der Reserve Bank of India wurde. Seine Studien über die dortige wirtschaftliche Entwicklung wurde die Grundlage seiner Dissertation.
Nach Lehrtätigkeiten an der UC Berkeley und der Cornell University wirkte er 1960 im Rahmen eines Sabbatical als Ökonom an der Federal Reserve Bank of New York. Zwei Jahre später nahm er 1962 das Angebot der US Agency for International Development auf eine Stelle im unabhängig gewordenen Nigeria an, wo er seine Kenntnisse beim Aufbau der Central Bank of Nigeria zur Verfügung stellte.
Danach erfolgte 1964 seine Ernennung zum Stellvertretenden Direktor des Büros für Entwicklungsländer im US-Finanzministerium, wo er mit daran arbeitete, finanzpolitische Grundlagen für die Staaten in Afrika, Asien und den Mittleren Osten zu formulieren. Diese Arbeit führte dazu, dass ihn US-Präsident Lyndon B. Johnson 1966 zum Alternierenden Direktor und schließlich zum amtierenden Direktor für die USA bei der Weltbank ernannte.

### Gouverneur des Federal Reserve System
US-Präsident Jimmy Carter berief Rice im März 1979 in den siebenköpfigen Gouverneursrat (Board of Governors) des Federal Reserve System, der die Geldpolitik festlegt und Regelungen für die Banken der USA trifft. Er war dabei der zweite Afroamerikaner nach Andrew F. Brimmer, der in dieses Gremium berufen wurde.
Während der Amtszeit des Federal Reserve System-Vorsitzenden Paul Volcker half Rice acht Jahre bei der Gestaltung der Finanzpolitik während einer Rezession sowie der Savings-and-Loan-Krise der 1980er Jahre. Dabei leitete er das Administrativgremium des Gouverneursrates, welches zur die Zeit dessen internationalen Organisationen und aufsuchende Programme überwachte, wobei insbesondere diesen seine Interessen galten, da er sich insbesondere mit der US-amerikanischen, aber auch internationalen wirtschaftlichen Möglichkeiten und Entwicklungen befasste. 1987 trat er schließlich in den Ruhestand.
Emmett John Rice, der an Herzinsuffizienz verstarb, war der Vater der ehemaligen Assistant Secretary of State und  US-Botschafterin bei den Vereinten Nationen, Susan E. Rice.